# Questão do Eslésvico-Holsácia

A península da Jutlândia. Holsácia é mostrada em amarelo, Eslésvico do sul em laranja, Eslésvico do norte em vermelho e a outra parte dinamarquesa da Jutlândia em terracota.

A Questão do Eslésvico-Holsácia (em alemão: Schleswig-Holstein) refere-se a um conjunto de questões diplomáticas e outras questões que surgiram no século XIX das relações entre os ducados de Eslésvico e Holsácia com a coroa dinamarquesa e a Confederação Germânica. Eslésvico foi parte da Dinamarca durante a Era Viquingue, e se tornou um ducado dinamarquês no século XII. A Dinamarca tentou restabelecer o ducado do Eslésvico ao reino dinamarquês em várias ocasiões.
Em 27 de março de 1848, Frederico VII da Dinamarca anunciou ao povo do Eslésvico a promulgação de uma constituição liberal sob a qual o ducado, preservando sua autonomia local, se tornaria parte integrante da Dinamarca. Isto conduziu a uma revolta iniciada pela grande maioria dos habitantes alemães de Eslésvico-Holsácia, em apoio à independência da Dinamarca e uma estreita colaboração com a Confederação Germânica. A intervenção militar do Reino da Prússia apoiou a revolta: o exército prussiano expulsou as tropas dinamarquesas do Eslésvico-Holsácia, na Primeira Guerra do Eslésvico em 1848-1851. A segunda tentativa de integrar o ducado do Eslésvico ao reino dinamarquês, devido à assinatura da Constituição de novembro pelo rei Cristiano IX da Dinamarca, foi vista como uma violação dos Protocolos de Londres.
Apesar do Eslésvico, Holsácia e Dinamarca, terem o mesmo governo hereditário durante alguns séculos, as regras de herança não eram exatamente as mesmas. Os ducados do Eslésvico e Holsácia foram herdados sob a lei sálica, que ignorava as mulheres: o Reino da Dinamarca tinha um direito sucessório ligeiramente diferente incluindo herdeiros varões que herdavam através da linha feminina. No século XIX, esta pequena diferença no direito das sucessões significava que, quando o rei Frederico VII da Dinamarca morresse sem filhos, o Reino da Dinamarca seria separado dos ducados do Eslésvico e Holsácia, uma vez que duas pessoas diferentes herdariam o reino e os ducados. Finalmente isso aconteceu depois da morte de Frederico em 1863.
A questão central era se o ducado do Eslésvico seria ou não parte integrante dos domínios da coroa dinamarquesa, já que esteve associado com a monarquia dinamarquesa por séculos, ou se Eslésvico, juntamente com Holsácia, deveria tornar-se uma parte independente da Confederação Germânica. O próprio Eslésvico era um feudo da Dinamarca, como o ducado de Holsácia foi um feudo alemão e, portanto, parte da Confederação Germânica com o rei dinamarquês como duque. Isto envolveu a questão, suscitada pela morte do último herdeiro varão comum para a Dinamarca e aos dois ducados, quanto à sucessão adequada nos ducados, e questões constitucionais decorrentes da relação dos ducados com a coroa dinamarquesa, entre si, e as de Holsácia com a Confederação Germânica.
Grande parte da história do Eslésvico-Holsácia tem uma relação a este assunto. Depois da derrota da Alemanha na Primeira Guerra Mundial, a área com a maioria de sua população dinamarquesa, no norte Eslésvico, finalmente unificou-se com a Dinamarca, depois de dois plebiscitos organizados pelas potências aliadas. Uma pequena minoria de origem alemã ainda vive no norte do Eslésvico.
A Segunda Guerra do Eslésvico resolveu violentamente a questão do Eslésvico-Holsácia forçando o rei da Dinamarca a renunciar em 1 de agosto de 1864 a todos os direitos sobre os ducados em favor do imperador Francisco José I da Áustria e do rei Guilherme I da Prússia. Em virtude do artigo XIX do Tratado de Viena, assinado em 30 de outubro de 1864, foram permitidos um período de seis anos durante os quais os habitantes dos ducados poderiam optar pela nacionalidade dinamarquesa e a transferência de si mesmos e de seus bens para a Dinamarca. Na Guerra Austro-Prussiana de 1866, a Prússia assumiu Holsácia para a Áustria e os ducados mais tarde se tornaram a província do Eslésvico-Holsácia.